# Херев
Батальон «Хе́рев» (ивр. חרב‎, херев — «меч», друзский батальон 299) — расформированная в 2018 году мотопехотная часть Армии обороны Израиля, состоящая из друзов и черкесов.

## История создания батальона
Ещё до создания государства Израиль, старейшины друзской общины разрешили добровольную службу в рядах Хаганы представителям общины. Во время войны за Независимость были созданы три отряда, состоящие из друзов, черкесов и бедуинов. После войны всё больше друзских юношей стремились служить в рядах ЦАХАЛ. Генерал Игаэль Ядин решил сформировать первый друзский батальон. Солдаты батальона защищали северные и южные границы молодого государства. Но уже в 1950 г. было решено расформировать друзский батальон из-за финансовых трудностей. Под давлением полковника Хаима Левкова и командира батальона полковника Тувьи Лишинского друзский батальон не был расформирован и его солдатам было разрешено пройти курс парашютистов, что повлияло на возросшую мотивацию добровольного призыва. С 1956 года друзские солдаты перешли на обязательную службу в рядах ЦАХАЛ.

## Друзский батальон в войнах Израиля

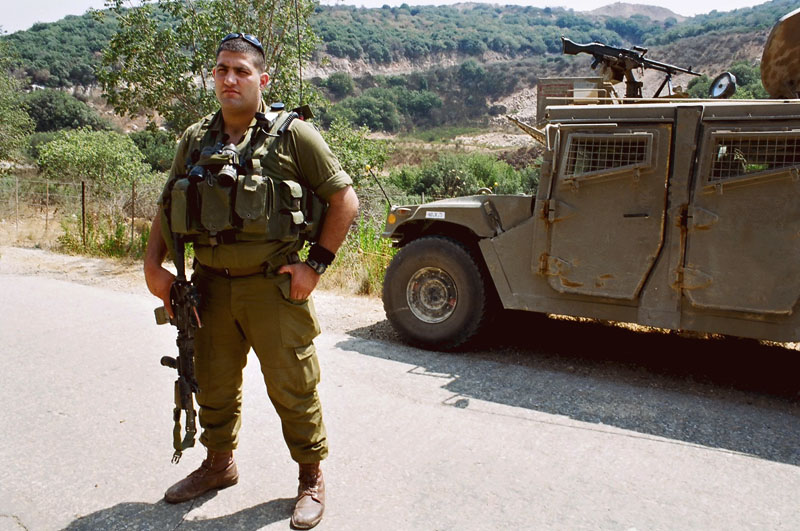
Командир батальона

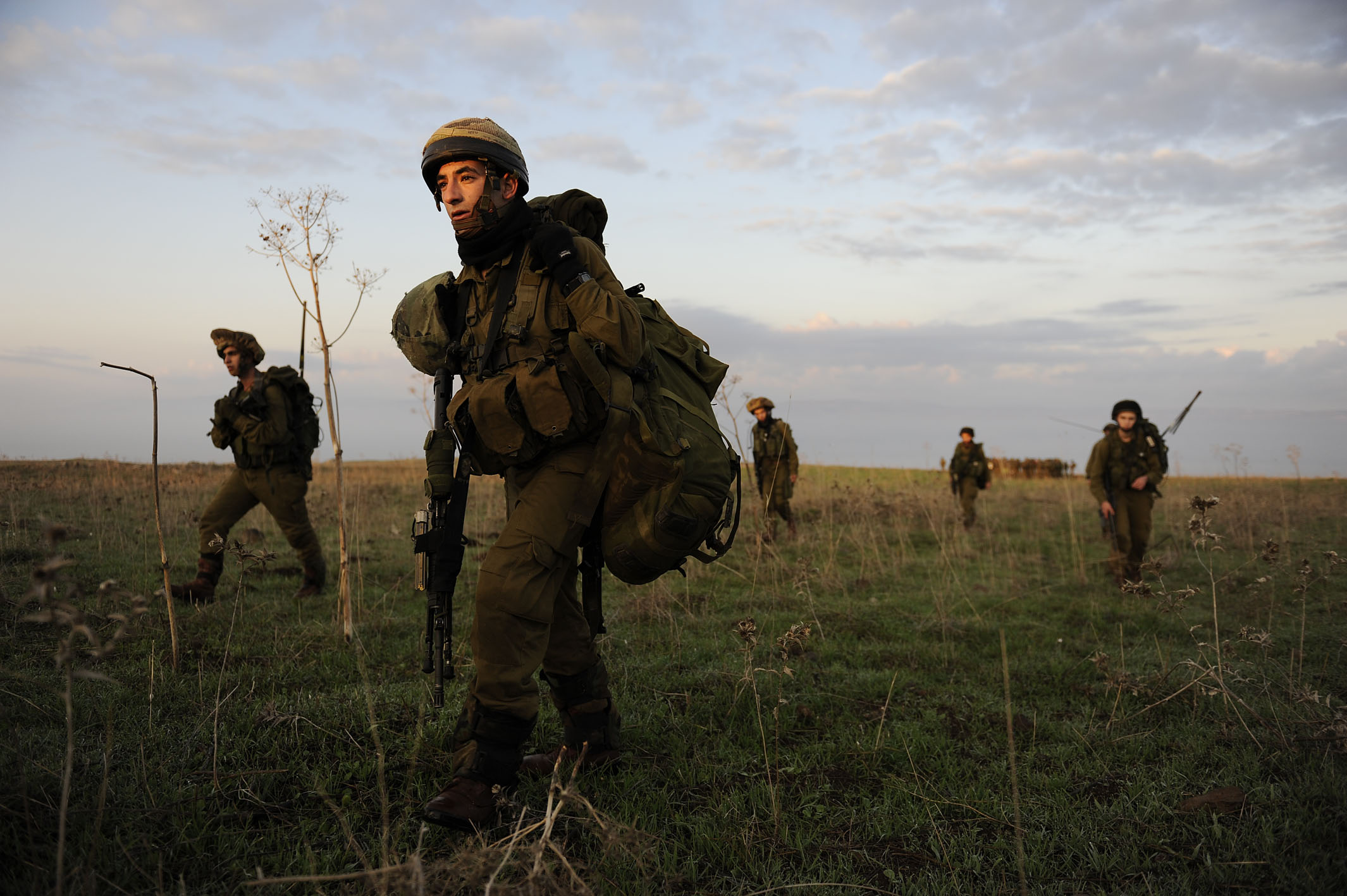
Бойцы батальона на учениях

В операции Кадеш солдаты батальона приняли свой первый бой в боях за Газу. В 60-х годах друзские солдаты впервые были приняты на офицерские курсы и уже в 1964 году, друзский офицер получил первую награду.
Во время Шестидневной войны батальон с успехом сражался в районе Дженина и Иерихо. После боёв, Абед Аль-Хак, был произведён в подполковники и назначен командиром друзского батальона, который в будущем будет называться батальон «Херев». В то же время, в рамках батальона, было создано специальное подразделение Пальсар Шахар (ивр. פלס"ר שחר‎), под командованием майора Мухаммеда Мулы. В Пальсаре служили и офицеры-евреи, выходцы из десантных войск. В 1971 году, Начальник Генерального штаба Хаим Бар-Лев разрешил друзским призывникам служить в любом подразделении ЦАХАЛ, однако большинство друзов предпочли остаться в батальоне Херев.
В войну Судного дня солдаты батальона Херев принимали участие в боях за Голанские высоты, с успехом решив поставленные перед ними задачи. Батальон взял в плен десятки сирийских солдат. С 1974 года, командиром подразделения становится Биньямин Бен-Элиэзер и с его приходом начинается новая страница в истории батальона. «Херев» берёт на себя задачу по охране северных границ Израиля и его побережья. В операции «Литани» батальон участвовал в боях по захвату Южного Ливана и был ответственен за территорию южнее Тира. В первую Ливанскую войну солдаты батальона участвовали в очищении Бейрута от боевиков Фатх.
В 1985 году, командир друзского батальона полковник Нави Мараи, присвоил батальону название «Херев».
Во вторую Ливанскую войну солдаты батальона первыми пересекли границу с Ливаном, приняв участие в тяжёлых боях с боевиками Хизбаллы.

## Известные выходцы из рядов батальона
- Валид Мансур — посол Израиля в Перу
- Асад Асад — депутат кнессета (Ликуд), советник премьер-министра по делам друзов и черкесов. Полковник
- Юсеф Мишлеб — первый представитель друзской общины Израиля, дослуживший до звания генерал-майор (алуф) в Армии обороны Израиля. Командующий Командованием тыла Израиля с 2001 по 2003 год, Координатор действий правительства на Территориях в Армии обороны Израиля с 2003 по 2008 год.